# Angoustrine-Villeneuve-des-Escaldes
Angoustrine-Villeneuve-des-Escaldes (katalanisch Angostrina i Vilanova de les Escaldes) ist eine französische Gemeinde mit 548 Einwohnern (Stand: 1. Januar 2022) im Département Pyrénées-Orientales in der Region Okzitanien. Die Gemeinde gehört zum Arrondissement Prades und zum Kanton Les Pyrénées catalanes (bis 2015: Kanton Saillagouse). Die Einwohner werden Angoustrinois genannt.

## Geographie
Angoustrine-Villeneuve-des-Escaldes liegt in der Cerdanya in den Pyrenäen nahe der Grenze zu Spanien. Im Gemeindegebiet liegt der Pic Carlit mit 2921 Metern und der See Bouillouses, der in den Têt entwässert. Umgeben wird Angoustrine-Villeneuve-des-Escaldes von den Nachbargemeinden Orlu im Norden, Formiguères im Nordosten, Les Angles und Bolquère im Osten, Font-Romeu-Odeillo-Via und Targasonne im Osten und Südosten, der spanischen Exklave Llívia und Ur im Süden, Dorres im Südwesten, Porté-Puymorens im Westen sowie Mérens-les-Vals im Nordwesten.

## Geschichte
1973 wurden die Gemeinden Angoustrine und Villeneuve-des-Escaldes zusammengeschlossen.

### Bevölkerungsentwicklung
| Jahr                      | 1962 | 1968 | 1975 | 1982 | 1990 | 1999 | 2006 | 2013 |
| Einwohner                 | 223  | 218  | 573  | 556  | 600  | 549  | 632  | 714  |
| Quelle: Cassini und INSEE |      |      |      |      |      |      |      |      |

## Sehenswürdigkeiten
- alte Kirche Saint-André aus dem 12. Jahrhundert
- Kirche Saint-André in Angoustrine
- Kirche Saint-Assiscle-et-Sainte-Victoire in Villeneuve-des-Escaldes
- Kapelle Saint-Martin

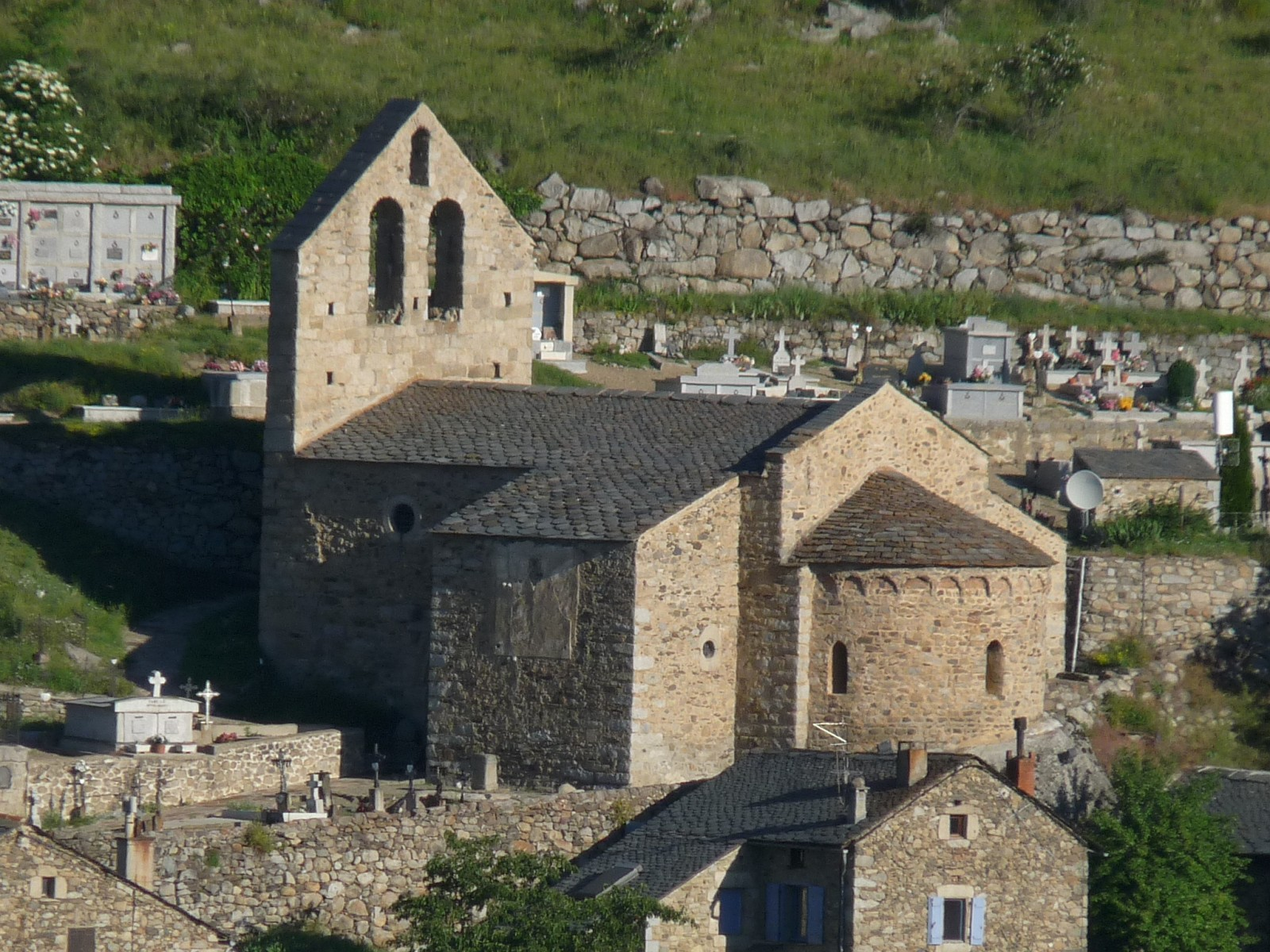
Alte Kirche Saint-André
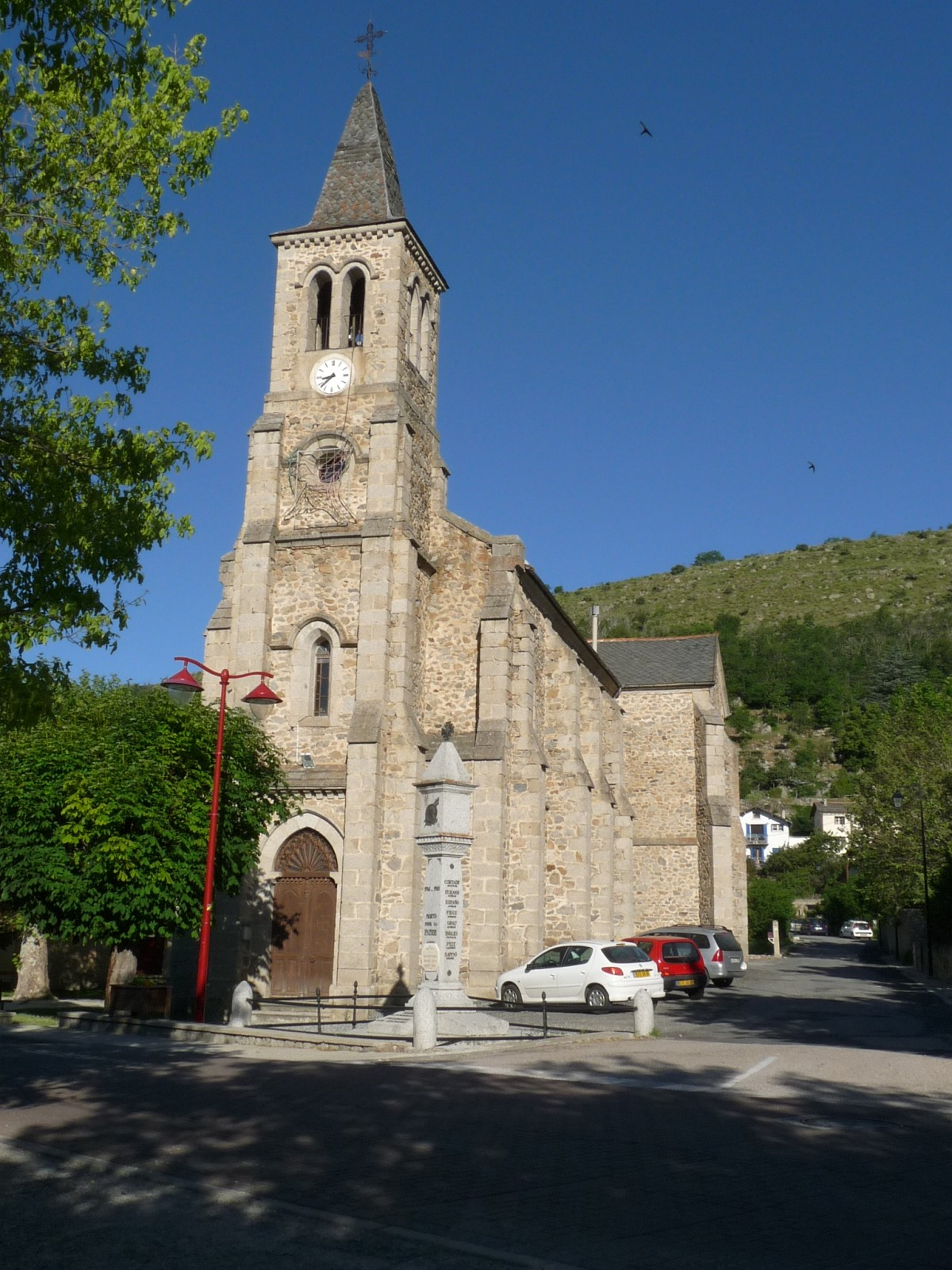
Kirche Saint-André
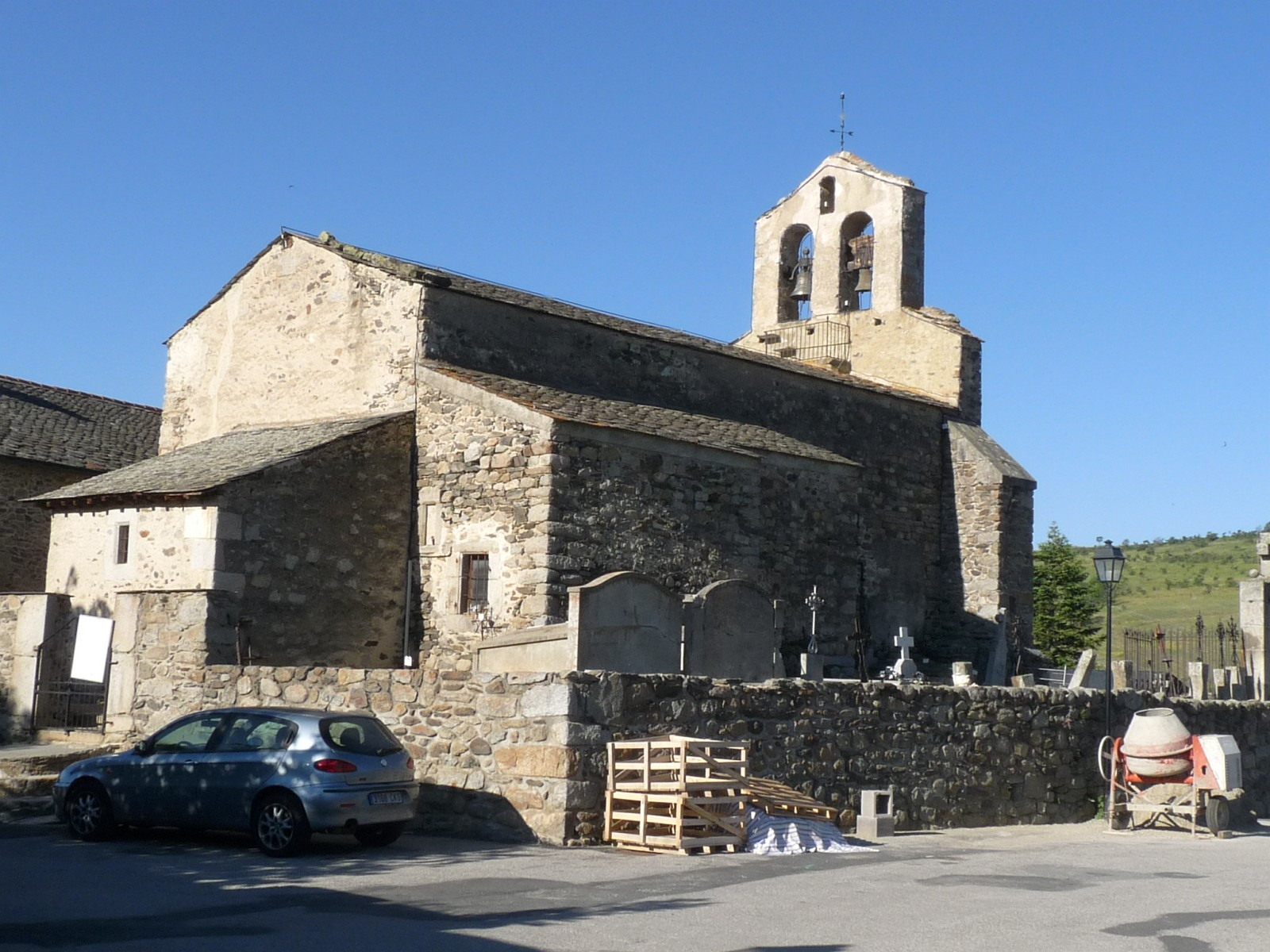
Kirche Saint-Assiscle-et-Sainte-Victoire
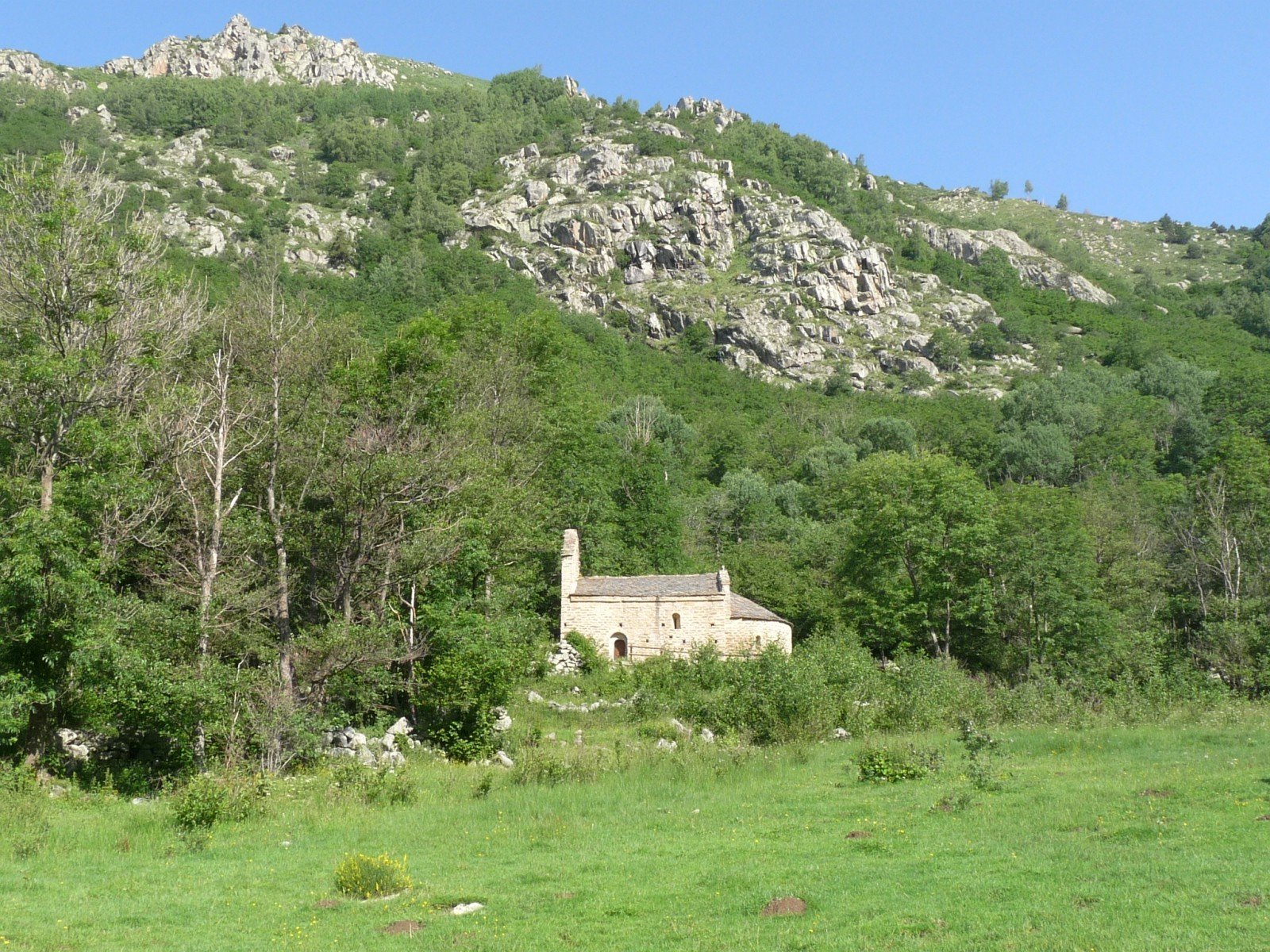
Kapelle Saint-Martin